# Pintada crestada meridional
La pintada crestada meridional (Guttera edouardi) és una espècie d'ocell de la família dels numídids (Numididae) que habita zones de sabana i matollar d'Àfrica meridional, des de Tanzània fins al nord-est de Sud-àfrica.
La pintada crestada meridional (Guttera edouardi) és una espècie d'ocell de la família dels numídids (Numididae) que habita zones de sabana i matollar d'Àfrica meridional, des de Tanzània fins al nord-est de Sud-àfrica.

## Taxonomia
Aquesta espècie conté dues subespècies:
- Guttera edouardi edouardi	(Hartlaub, 1867). Des de l'est de Zàmbia fins Moçambic meridional i Sud-àfrica.
- Guttera edouardi barbata, Ghigi, 1905. Des del sud-est de Tanzània fins al nord de Moçambic i Malawi.

Amdues subespècies eren incloses a Guttera pucherani, fins que alguns autors van considerar que formaven una espècie diferent, sobre la base de les diferències de color de la pell de la cara i del coll, la forma del plomall del cap i les vocalitzacions.
L'IOC ha seguit el mateix criteri en època recent.